# Conseil de Paris
Pour des articles plus généraux, voir Loi PLM, Conseil départemental, conseil municipal (France) et Paris.
Ne doit pas être confondu avec le Conseil municipal de Paris qui l'a précédé jusqu'en 1967.
Mandature 2020-2026
Conseil municipal de Paris
Conseil général de la Seine
Hôtel de ville
Le Conseil de Paris est l'assemblée délibérante de la Ville de Paris, collectivité à statut particulier française depuis le 1er janvier 2019. Avant la fusion de la commune et du département, il exerçait à la fois les compétences d'un conseil municipal et d'un conseil départemental. 
Le maire de Paris, qui préside le Conseil de Paris, exerce à la fois les fonctions d'un maire et d'un président de conseil départemental.
Le Conseil de Paris est composé de 163 conseillers et est renouvelé lors des élections municipales de 2020. Il est présidé par Anne Hidalgo, réélue à sa tête le 3 juillet 2020 par une majorité de 96 voix sur 163.

## Histoire

### Ancien conseil municipal de Paris
À la suite des événements de la Commune, la Troisième République abolit la fonction de maire de Paris, dont les compétences seront exercées par le Préfet de la Seine, nommé par le gouvernement. Les 20 arrondissements sont divisés en 4 quartiers et chaque quartier élit un conseiller municipal, qui fait aussi fonction de conseiller général siégeant au conseil général de la Seine. La durée du mandat, initialement de trois ans, est augmentée à quatre ans à compter de 1896 puis portée à six ans en 1929. En 1935, le nombre de conseillers municipaux est porté de 80 à 90, en subdivisant les arrondissements les plus peuplés. À la différence des autres conseillers municipaux et généraux de France, ces conseillers sont rémunérés [réf. souhaitée] et leurs fonctions leur demandent un investissement assez important pour des élus locaux de l'époque.
À la tête de chaque arrondissement, un maire et ses adjoints sont nommés par le président de la République. Le conseil municipal élit son président, avec un rôle purement honorifique.

### Création du Conseil de Paris
Avec la réorganisation de la région parisienne décidée par la loi du 10 juillet 1964, le conseil municipal de Paris et le conseil général de la Seine sont remplacés par le Conseil de Paris, qui exerce à la fois les compétences d'un conseil municipal et celles d'un conseil général. Celui-ci est mis en place au 1er janvier 1968.
Le 31 décembre 1975, après plusieurs propositions de loi depuis 1973 et une année de travaux préparatoires et de débats, est votée la loi modifiant le régime de la ville de Paris. Paris est alors dotée d'un double exécutif : le maire et le préfet, ce dernier ayant pouvoir de police. Les conseillers, au nombre de 109, sont élus au suffrage universel direct dans chaque arrondissement, puis élisent le maire. Le Conseil de Paris conserve son double rôle de conseil municipal et de conseil général. Dans chaque arrondissement est formée une commission d'arrondissement, composée, à parts égales, des conseillers élus dans cet arrondissement, d'officiers municipaux nommés par le maire et de membres élus par le Conseil de Paris parmi les personnalités ou représentants locaux. Ces commissions se réunissent dans la mairie de l'arrondissement qui devient une mairie annexe, mais sans maire d'arrondissement.

### Loi PLM puis collectivité à statut particulier

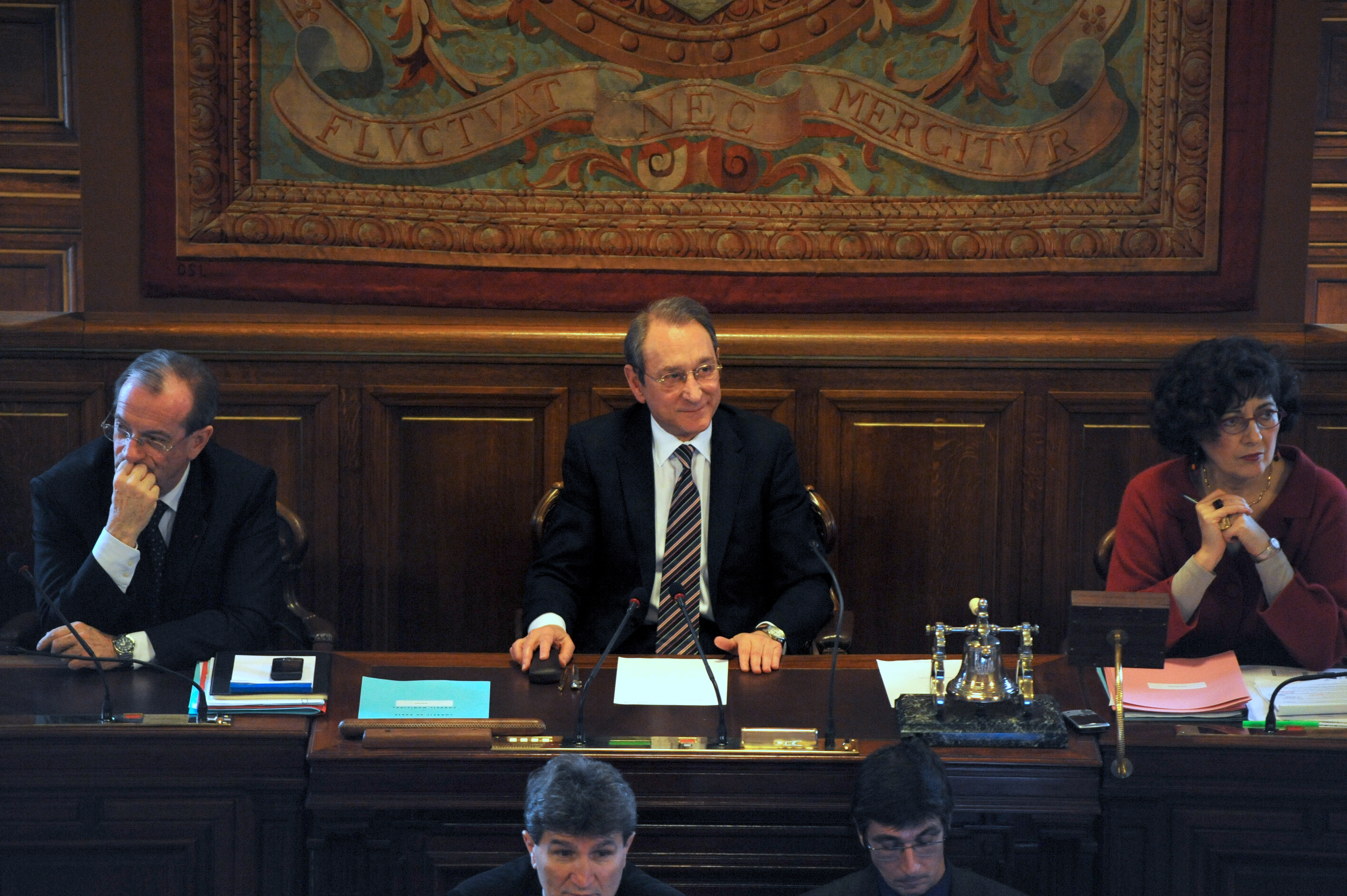
Bertrand Delanoë, maire de Paris, présidant une séance du Conseil de Paris, le 29 mars 2010.

L'arrivée de la gauche au pouvoir en 1981 aboutit à la « loi PLM » du 31 décembre 1982 qui crée un nouveau statut pour Paris. Après avoir envisagé de transformer les arrondissements de Paris en communes de plein exercice et d'instituer une sorte de communauté urbaine dirigée par le maire de Paris, le gouvernement opte finalement pour un statut de conseil municipal pour Paris, en déléguant certaines attributions locales aux mairies d'arrondissements.
L'adoption de la loi du 28 février 2017 relative au statut de Paris fusionne à compter du 1er janvier 2019 la commune et le département de Paris en une collectivité à statut particulier, dénommée « Ville de Paris », qui exerce à la fois les compétences d'une commune et d'un département. 

## Élection du conseil de Paris et du maire de Paris

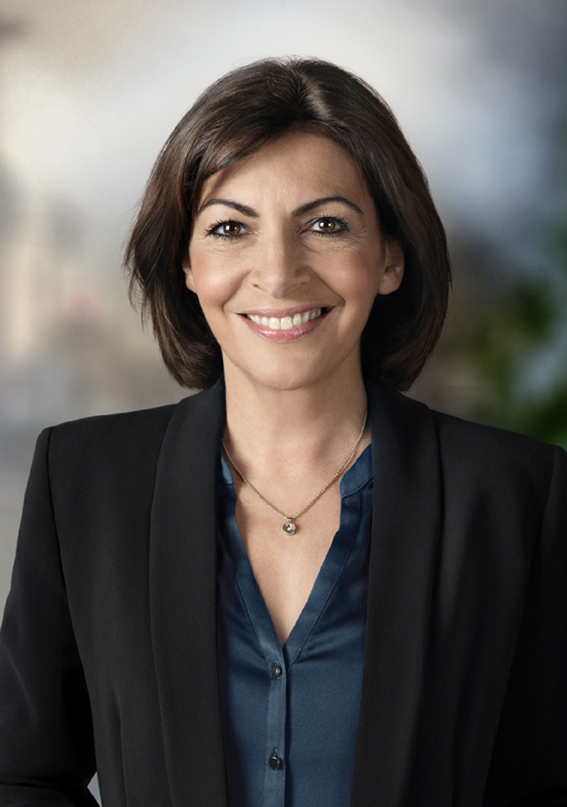
Anne Hidalgo, maire de Paris, préside les séances du conseil.

Les membres du conseil de Paris sont élus pour 6 ans dans le ressort territorial de l'arrondissement au suffrage universel direct et au scrutin de liste à deux tours. Lors de sa première réunion suivant le scrutin, en séance publique, le conseil de Paris procède à l'élection à bulletin secret du maire, à la majorité absolue pour les deux premiers tours et à la majorité relative au troisième tour si nécessaire.
Les adjoints, dont le nombre ne peut dépasser 48, sont élus au scrutin de liste à la majorité absolue par le conseil.
De 1983 à 2014, le nombre de sièges de conseillers varie de 3 à 17, selon les arrondissements. En 2013, une première loi modifie la répartition des 163 sièges entre les arrondissements, dans l'objectif de respecter la répartition démographique : elle retire un siège aux 7e, 16e et 17e arrondissements pour en ajouter un dans les 10e, 19e et 20e arrondissements. Elle est rejetée par le Conseil constitutionnel qui considère que le minimum de trois conseillers par arrondissement imposé par la loi assure une surreprésentation démographique de certains secteurs du centre de Paris. Une nouvelle loi, le 5 août 2013, supprime le minimum de trois sièges de conseillers de Paris et réaffecte les 163 sièges selon la répartition suivante, sans remodifier le nombre et la répartition des conseillers d'arrondissements :
| Secteur       | Arrondissement | Conseillers de Paris | Conseillers de Paris | Conseillers de Paris | Conseillers d'arrondissement | Conseillers d'arrondissement | Conseillers d'arrondissement | Nombre d'élus par arrondissement | Nombre d'élus par arrondissement | Nombre d'élus par arrondissement | Habitants par conseiller de Paris | Habitants par conseiller de Paris |
| Secteur       | Arrondissement | de 1983 à 2014       | de 2014 à 2020       | depuis 2020          | avant 2014                   | de 2014 à 2020               | depuis 2020                  | avant 2014                       | de 2014 à 2020                   | depuis 2020                      | en 2015,                          | en 2021,                          |
| ------------- | -------------- | -------------------- | -------------------- | -------------------- | ---------------------------- | ---------------------------- | ---------------------------- | -------------------------------- | -------------------------------- | -------------------------------- | --------------------------------- | --------------------------------- |
| Paris Centre  | 1er            | 3                    | 1                    | 8                    | 10                           | 10                           | 16                           | 13                               | 11                               | 24                               | 16 545                            | 12 269                            |
| Paris Centre  | 2e             | 3                    | 2                    | 8                    | 10                           | 10                           | 16                           | 13                               | 12                               | 24                               | 10 398                            | 12 269                            |
| Paris Centre  | 3e             | 3                    | 3                    | 8                    | 10                           | 10                           | 16                           | 13                               | 13                               | 24                               | 11 683                            | 12 269                            |
| Paris Centre  | 4e             | 3                    | 2                    | 8                    | 10                           | 10                           | 16                           | 13                               | 12                               | 24                               | 13 573                            | 12 269                            |
| 5e            | 5e             | 4                    | 4                    | 4                    | 10                           | 10                           | 10                           | 14                               | 14                               | 14                               | 14 833                            | 14 210                            |
| 6e            | 6e             | 3                    | 3                    | 3                    | 10                           | 10                           | 10                           | 13                               | 13                               | 13                               | 14 143                            | 13 403                            |
| 7e            | 7e             | 5                    | 4                    | 4                    | 10                           | 10                           | 10                           | 15                               | 14                               | 14                               | 13 533                            | 11 987                            |
| 8e            | 8e             | 3                    | 3                    | 3                    | 10                           | 10                           | 10                           | 13                               | 13                               | 13                               | 12 231                            | 11 708                            |
| 9e            | 9e             | 4                    | 4                    | 4                    | 10                           | 10                           | 10                           | 14                               | 14                               | 14                               | 14 852                            | 14 738                            |
| 10e           | 10e            | 6                    | 7                    | 7                    | 12                           | 14                           | 14                           | 18                               | 21                               | 21                               | 13 110                            | 11 935                            |
| 11e           | 11e            | 11                   | 11                   | 11                   | 22                           | 22                           | 22                           | 33                               | 33                               | 33                               | 13 621                            | 12 962                            |
| 12e           | 12e            | 10                   | 10                   | 10                   | 20                           | 20                           | 20                           | 30                               | 30                               | 30                               | 14 234                            | 14 095                            |
| 13e           | 13e            | 13                   | 13                   | 13                   | 26                           | 26                           | 26                           | 39                               | 39                               | 39                               | 14 094                            | 13 719                            |
| 14e           | 14e            | 10                   | 10                   | 10                   | 20                           | 20                           | 20                           | 30                               | 30                               | 30                               | 13 999                            | 13 637                            |
| 15e           | 15e            | 17                   | 18                   | 18                   | 34                           | 36                           | 36                           | 51                               | 54                               | 54                               | 13 055                            | 12 653                            |
| 16e           | 16e            | 13                   | 13                   | 13                   | 26                           | 26                           | 26                           | 39                               | 39                               | 39                               | 12 730                            | 12 466                            |
| 17e           | 17e            | 13                   | 12                   | 12                   | 26                           | 24                           | 24                           | 39                               | 36                               | 36                               | 14 044                            | 13 701                            |
| 18e           | 18e            | 14                   | 15                   | 15                   | 28                           | 30                           | 30                           | 42                               | 45                               | 45                               | 13 172                            | 12 563                            |
| 19e           | 19e            | 12                   | 14                   | 14                   | 24                           | 28                           | 28                           | 36                               | 42                               | 42                               | 13 261                            | 12 973                            |
| 20e           | 20e            | 13                   | 14                   | 14                   | 26                           | 28                           | 28                           | 39                               | 42                               | 42                               | 13 968                            | 13 558                            |
| Nombre d'élus | Nombre d'élus  | 163                  | 163                  | 163                  | 354                          | 364                          | 340                          | 517                              | 527                              | 503                              | 13 537                            | 13 087                            |

- Sous-représentation supérieure de 5 % à la moyenne.
- Sur-représentation supérieure de 5 % à la moyenne.

## Composition et groupes au Conseil de Paris
Il faut cinq conseillers de Paris pour former un groupe, ce qui donne le droit à divers avantages, dont un temps de parole lors des séances, des moyens matériels et humains et un espace réservé dans chaque bulletin d’information ainsi que sur le site internet paris.fr. Les élus ne siégeant dans aucun groupe sont comptés comme « non inscrits ».
|                                      |       |        |      |                                                                                       |                                                    |
| Présidente du Conseil de Paris       |       |        |      |                                                                                       |                                                    |
| Anne Hidalgo (PS)                    |       |        |      |                                                                                       |                                                    |
| Parti                                | Sigle | Sigle  | Élus | Groupe                                                                                | Président(s)                                       |
| Majorité (96 sièges)                 |       |        |      |                                                                                       |                                                    |
| Parti socialiste                     |       | PS     | 41   | Paris en commun                                                                       | Rémi Féraud                                        |
| Divers gauche                        |       | DVG    | 13   | Paris en commun                                                                       | Rémi Féraud                                        |
| Europe Écologie Les Verts            |       | EÉLV   | 21   | Écologiste de Paris                                                                   | Fatoumata Koné                                     |
| Génération.s                         |       | G.s    | 5    | Écologiste de Paris                                                                   | Fatoumata Koné                                     |
| Génération écologie                  |       | GE     | 1    | Écologiste de Paris                                                                   | Fatoumata Koné                                     |
| Parti animaliste                     |       | PA     | 1    | Écologiste de Paris                                                                   | Fatoumata Koné                                     |
| Parti communiste français            |       | PCF    | 11   | Communiste et citoyen                                                                 | Ian Brossat Raphaëlle Primet                       |
| Génération.s                         |       | G.s    | 1    | Non-inscrits                                                                          | -                                                  |
| Divers gauche                        |       | DVG    | 2    | Non-inscrits                                                                          | -                                                  |
| Opposition (67 sièges)               |       |        |      |                                                                                       |                                                    |
| Les Républicains                     |       | LR     | 17   | Union Capitale (Républicains, Centristes, Progressistes, Écologistes et Indépendants) | Geoffroy Boulard Pierre-Yves Bournazel Agnès Evren |
| Horizons                             |       | HOR    | 3    | Union Capitale (Républicains, Centristes, Progressistes, Écologistes et Indépendants) | Geoffroy Boulard Pierre-Yves Bournazel Agnès Evren |
| Soyons libres                        |       | Libres | 2    | Union Capitale (Républicains, Centristes, Progressistes, Écologistes et Indépendants) | Geoffroy Boulard Pierre-Yves Bournazel Agnès Evren |
| Divers droite                        |       | DVD    | 2    | Union Capitale (Républicains, Centristes, Progressistes, Écologistes et Indépendants) | Geoffroy Boulard Pierre-Yves Bournazel Agnès Evren |
| Renaissance                          |       | RE     | 1    | Union Capitale (Républicains, Centristes, Progressistes, Écologistes et Indépendants) | Geoffroy Boulard Pierre-Yves Bournazel Agnès Evren |
| Les Républicains                     |       | LR     | 13   | Changer Paris (Républicains, Centristes et Indépendants)                              | David Alphand Rachida Dati                         |
| Divers droite                        |       | DVD    | 3    | Changer Paris (Républicains, Centristes et Indépendants)                              | David Alphand Rachida Dati                         |
| Union des démocrates et indépendants |       | UDI    | 1    | Changer Paris (Républicains, Centristes et Indépendants)                              | David Alphand Rachida Dati                         |
| Renaissance                          |       | RE     | 1    | Changer Paris (Républicains, Centristes et Indépendants)                              | David Alphand Rachida Dati                         |
| Objectif France                      |       | OF     | 1    | Changer Paris (Républicains, Centristes et Indépendants)                              | David Alphand Rachida Dati                         |
| Les Républicains                     |       | LR     | 10   | Les Républicains, Les Centristes – Demain Paris !                                     | Francis Szpiner                                    |
| Les Centristes                       |       | LC     | 3    | Les Républicains, Les Centristes – Demain Paris !                                     | Francis Szpiner                                    |
| Mouvement démocrate                  |       | MoDem  | 5    | Modem, Démocrates et Écologistes                                                      | Maud Gatel                                         |
| Renaissance                          |       | RE     | 2    | Modem, Démocrates et Écologistes                                                      | Maud Gatel                                         |
| Horizons                             |       | HOR    | 1    | Modem, Démocrates et Écologistes                                                      | Maud Gatel                                         |
| La France insoumise                  |       | LFI    | 1    | Non-inscrits                                                                          | -                                                  |
| Les Centristes                       |       | LC     | 1    | Non-inscrits                                                                          | -                                                  |

## Règlement intérieur du conseil de Paris
Le conseil de Paris se réunit neuf à onze fois par an, c'est-à-dire, en règle générale, une fois par mois.
Avant le passage en collectivité à statut particulier dénommée Ville de Paris le 1er janvier 2019, il était compétent pour régler, par ses délibérations, à la fois les affaires de la commune et celles du département. Il siégeait donc tantôt en formation de conseil municipal (les conseillers de Paris s'adressaient alors à la personne qui préside la séance en l'appelant Monsieur le maire ou Madame la maire), tantôt en formation de conseil départemental (les conseillers de Paris disaient alors Monsieur le président ou Madame la présidente). Le passage d'une formation à l'autre était marqué par le tintement d'une cloche.
Désormais, « la Ville de Paris est substituée à la commune de Paris et au département de Paris dans l'ensemble de leurs droits et obligations, dans toutes les délibérations et tous les actes qui relevaient de leur compétence, ainsi que dans toutes les procédures administratives et juridictionnelles en cours à la date de sa création ».
Lors du conseil de Paris, le préfet de police siège à la droite du maire.

## Composition des commissions
Il existe au sein du Conseil de Paris neuf commissions composées à la représentation proportionnelle de seize à vingt membres titulaires et d'autant de membres suppléants.
Ces commissions sont saisies pour examen des communications écrites ou des vœux et amendements de leur compétence. Elles ont pour objectif principal d'examiner préalablement les affaires à l'ordre du jour et de permettre aux conseillers de recueillir toute précision qu'ils souhaitent sur les dossiers correspondants.

## Indemnités de fonction
L'indemnité mensuelle brute des élus au Conseil de Paris est de 4 095 euros. Celle du maire de Paris est de 8 509 euros, plus 2 416 euros pour les frais de représentation. Les adjoints au maire de Paris perçoivent 4 808 euros par mois.

## Femmes au Conseil de Paris
Le droit de vote des femmes est accordé en 1944. En 1945, lors des élections municipales, neuf femmes font leur entrée au conseil municipal de Paris, sur 90 élus. Entre 1972 et 1973, Nicole de Hauteclocque est la première et la seule femme à présider le Conseil municipal de Paris. En 1977 est recréée la fonction de maire de Paris ; en 2014, Anne Hidalgo devient la première femme à être élue maire, présidant ex officio le Conseil.